# Ton Pels
Ton Pels (2 november 1942 – 1 maart 2021) was een Nederlandse motorsporter. Hij is meervoudig Europees dragracekampioen en was meer dan 30 jaar actief in de motorsprint en dragracesport.

## Carrière
Pels begon in 1970 met het dragracen. Voor die tijd deed Pels ook al aan motorracen, onder aan andere trial en straatraces. Pels was in Nederland een van de pioniers van het dragracen met motorfietsen. Bij het dragracen werden en worden nog veel zelf verbouwde motoren gebruikt. Met de zogenaamde The Double Dutch Puma, een door hemzelf omgebouwde Triumph, wist hij meerdere Nederlandse titels te behalen.
Pels werd drie keer Europees kampioen in de Super Twin Top Fuel-klasse. De eerste titel werd gewonnen in 1992, op de samen met zijn zoon gebouwde Godfather Harley dragrace-motorfiets, een op Harley Davidson gebaseerde motorfiets. In 1996 pakte hij zijn tweede titel. In 2004 was hij voor de laatste maal Europees kampioen in de Super Twin Top Fuel-klasse.
Eind 2005 nam Pels afscheid van de motorsport als actieve rijder. In 2007 werd hij opgenomen in de British Drag Racing Hall of Fame. Naast de motorsport had hij in 1984 het bedrijf Zodiac International opgericht. Dit bedrijf maakt toebehoren en onderdelen voor motoren, voornamelijk voor Harley Davidson-motoren. Daarnaast is het bedrijf ook actief in de motorsport met het team Zodiac Racing.